# Tcheka
O Tcheka ou Cheka (em russo: Cheka, ЧК - чрезвычáйная комиссия, Vserossijskaja črezvyčajnaja komissija; em português: "Comitê de Emergência" ou "Comissão Extraordinária") foi uma das primeiras organizações de polícia secreta da União Soviética. Ela foi criada por um decreto emitido em 20 de dezembro de 1917, por Vladimir Lenin e, posteriormente, conduzida pelo aristocrata que se tornou comunista Felix Dzerzhinsky. Depois de 1922, a Tcheka sofreu uma série de reorganizações. A Tcheka Soviética foi sucessora da antiga Okhrana tsarista, que competia com a sua organização interna. Sua tarefa era a de "reprimir e liquidar", com amplos poderes e quase sem qualquer limite legal, qualquer ato "contrarrevolucionário" ou "desviante".
Desde a sua fundação, a Tcheka foi um importante braço militar de segurança do governo comunista bolchevique, induzindo o papel de polícia política. Em 1921, as Tropas para a Defesa Interna da República (um ramo da Cheka) somavam 200 000 integrantes. Estas tropas policiaram campos de trabalho, o sistema de Gulags, conduziu requisições de alimentos, liquidou os adversários políticos (de direita e esquerda), sufocou as rebeliões camponesas, tumultos por parte dos trabalhadores, e motins no Exército Vermelho, que era atormentado por deserções.
Por extensão, se denominam "Chekas" várias polícias políticas e secretas em outros países que surgiram posteriormente. Na Espanha republicana, também receberam o nome de "Cheka" locais utilizados durante a Guerra Civil Espanhola como organismos semelhantes (muitas vezes parapoliciais) para deter, interrogar e julgar da forma mais sumária.